# Ray Batts
Ray Batts (* 19. September 1925 in Nashville, Tennessee; † 20. November 2015) war ein US-amerikanischer Country-Musiker. Batts mischte seine Songs auch mit Elementen des Swamp Blues an.

## Leben
Geboren in Nashville, Tennessee, diente Batts als Soldat in der US Navy während des Zweiten Weltkrieges. Nach seiner Entlassung fasste er den Entschluss, professioneller Musiker zu werden. Batts kehrte nach Nashville zurück und ungefähr ein Jahr später bekam er eine eigene Radioshow bei WMAK, die mit 100 Dollar die Woche bezahlt wurde (was ein guter Lohn für die damalige Zeit war). Nachdem Batts nun regelmäßig im Radio zu hören war, strebte er jetzt Plattenaufnahmen an.
Mit vier selbstgeschriebenen Titeln stellte er sich Jim Bulleit vor, dem das Label Bullet Records in Nashville gehörte. Schnell organisierte Bulleit eine Aufnahmesession mit Studiomusikern unter der Aufsicht von Owen Bradley. Batts eingespielte Single Wild Man Boogie / Bear Cat Daddy verkaufte sich gut; zudem stellen beide Titel Vorgänger des Rockabilly dar. Batts nutzte auf diesen Aufnahmen einen Trompeter, der einen ähnlichen Stil hatte wie Sonny Burgess’ späterer Trompeter Jack Nance.
Bulleit eröffnete Batts 1952 die Möglichkeit, für 200 Dollar die Woche regulär in KWKHs Louisiana Hayride aus Shreveport, Louisiana, aufzutreten. Doch Batts lehnte ab, da seine Frau mit den weit entfernten Auftritten nicht einverstanden war. Batts hielt danach eine weitere Session ab, die von Ed Crowe produziert wurde. Stealin‘ Sugar erschien aus dieser Session auf dem kleinen Excello-Label und wurde später sehr populär unter den jungen Rockabilly-Musikern.
Batts entschied sich nach Veröffentlichung dieser Single, sich aus dem Musikgeschäft zurückzuziehen und eröffnete ein Möbelhaus. Er baute sein Geschäft zu einer Kette aus und ging fortan einem geregelten Leben nach.

## Diskografie
| Jahr | Titel                                                      | Label #      |
| ---- | ---------------------------------------------------------- | ------------ |
| 1953 | Wild Man Boogie / Bear Cat Daddy                           | Bullet 754   |
| 1954 | Stealin’ Sugar / Maybe It’s You Sweetheart, Maybe It’s You | Excello 2028 |